# Església d'Orient
L'Església d'Orient, Església de Mesopotàmia o Església de Pèrsia va ser una de les primeres esglésies cristianes. Segons la tradició, va ser fundada per l'apòstol Tomàs.
Ha tingut diversos cismes en la història i avui en dia moltes esglésies pertanyents a diferents comunions, en són les descendents directes:
- L'Església Assíria Oriental
- L'Antiga Església Oriental
- L'Església Catòlica Caldea (Catòlica Oriental)

De les diverses Esglésies Orientals els cristians de Sant Tomàs, al sud d'Índia, que van néixer de l'activitat missionera de l'Església de Malabar, en són també hereus, encara que les afiliacions són diverses i complexes.

## Història
Des del segle ii, l'Església d'Antioquia va difondre el cristianisme a Mesopotàmia i Pèrsia, on es trobà amb la religió nacional, el zoroastrisme.
Els parts i els perses sassànides, que van ocupar Mesopotàmia des del 266, es resistiren als cristians que percebien com a dependents de l'Imperi Romà d'Orient. A més, l'Església de Pèrsia, que estava esdevenint més important en comparació amb la d'Antioquia amb les seves escoles i monestirs i el desenvolupament territorial de l'Imperi persa, volia expressar la seva pròpia identitat.
El procés d'autonomia començà amb la celebració d'un concili a la ciutat de Selèucia, l'any 310, quan el bisbe de Selèucia-Ctesifont, Mar Papa bar Gaggai (310-329), federà les diverses esglésies locals i prengué el títol de catolicós d'Orient, sempre dins de la jurisdicció de l'Església d'Antioquia. El títol de catolicós serà reprès pels seus successors.
Però en l'Imperi Romà d'Orient, el cristianisme va esdevenir la religió de l'estat, i Pèrsia, en guerra contra els romans d'Orient, dubtava de la lleialtat de les seves comunitats cristianes. Els cristians, que apareixien com a susceptibles de poder donar suport a l'Imperi Romà, com ara Simeó bar Sabas, foren perseguits durant el regnat de Sapor II (309-379).
Al 410, després del període de la persecució, l'Església de Pèrsia es va reorganitzar en un concili a la ciutat de Selèucia. El títol de catolicós se li dona al bisbe de Selèucia-Ctesifont.
En 424, amb el Sínode de Markabta, sota Dadisho I, l'Església de Pèrsia es separa del Patriarcat d'Antioquia: es decreta la seva autocefàlia i autonomia canònica absoluta dels catolicós.
En 431, el Concili d'Efes condemna Nestori, el patriarca de Constantinoble, i les seves posicions cristològiques. L'Església de Pèrsia no en reconeix les conclusions. Arran d'aquesta convicció, un nombre significatiu de cristians nestorians va deixar l'Imperi Romà per buscar refugi a l'imperi Sassànida al voltant de l'Escola de Nísibis.
En 484, durant el Concili de Beth Lapat, a instàncies de Barsauma, l'Església de Pèrsia afirma la seva adhesió a la doctrina teològica de Teodor de Mopsuèstia anomenada diofisisme (la qual cosa li va valer l'epítet d'"església nestoriana"). Això permet als cristians de Pèrsia desmarcar-se de l'Església de l'Imperi Romà d'Orient, però no els impedierà de patir persecucions ulteriors.
L'Església de Pèrsia és la primera a l'Est de separar-se de l'Església Imperial i ser independent.

## Organització
L'Església de Pèrsia va ser, en els primers segles de la seva existència, organitzada en sis províncies i en les províncies de l'exterior el nombre ha anat evolucionant amb l'expansió i el declivi:
Províncies interiors
- Beit Aramayé (Selèucia-Ctesifont) (província patriarcal)
- Beit Houzayé (Beit Lapat)
- Beit Arbayé (Nísibis)
- Beit Maisan (Perat de Maisan ara Bàssora)
- Beit Kartawayé (Arbela)
- Beit Garmai (Karka de Beit Selçuk)

Províncies exteriors
- Beit Persayé (Rew-Ardashir)
- Khorasan
- Beit Madayé (Hulwan)
- Bactriana (Herat)
- Beit Turqayé (Samarcanda)
- Índia
- Xina

## Altres esglésies o jurisdiccions a Mesopotàmia / Pèrsia
Després de la separació de l'Església de Pèrsia de la resta de la cristiandat, les altres esglésies van ser creant tribunals al territori:
- L'Església Ortodoxa Siríaca (jacobita) va crear el Mafrianat de l'Est (basat a Tikrit);
- L'Església Ortodoxa d'Antioquia (bizantina / melquita) creà quant a ella el catolicosat d'Irenòpolis (Bagdad) (instituït al segle vii, desaparegut al segle xv).;[6]

- Església catòlica (llatina), creà en 1318 la província eclesiàstica de Sultaniya, l'arquebisbe de la qual tenia jurisdicció sobre el kanats de Pèrsia i Txagatai a l'Índia i Etiòpia.